# Kanton Rouen-2
Kanton Rouen-2 is een kanton van het Franse departement Seine-Maritime. Het kanton maakt deel uit van het arrondissement Rouen. Het telde 35 034 inwoners in 2017.

## Gemeenten
Het kanton Rouen-2 omvat een deel van de gemeente Rouen.
Het kanton omvatte tot 2014 de wijken:
- La Gare
- Saint-Gervais
- Rougemare
- le Champ des Oiseaux

Bij de herindeling van de kantons door het decreet van 27 februari 2014, met uitwerking op 22 maart 2015, werd het kanton behouden met een aangepast territorium binnen Rouen.

## Conseiller général
Een kanton heeft een Conseiller général die door de burgers in het kanton gekozen wordt.
| Periode   | Conseiller                                       | Politieke partij                      |
| --------- | ------------------------------------------------ | ------------------------------------- |
| 1945-1958 | Jacques Chastellain                              | DVD                                   |
| 1958-1993 | Jean Lecanuet                                    | CD daarna UDF-CDS                     |
| 1993-1994 | Jacqueline Lecanuet                              | UDF-CDS                               |
| 1994-2015 | Patrick Herr                                     | UDF-CDS, daarna UMP ("Alternance 76") |
| 2015-2021 | Christine de Cintré & Ludovic Delesque           | PS                                    |
| 2021-2024 | Jean-Michel Beregovoy & Florence Hérouin-Léautey | EELV & PS                             |
| 2024-2028 | Jean-Michel Beregovoy & Hortens Hector           | PS                                    |